# Dekanat Dorogi
Dekanat Dorogi – jeden z 16 dekanatów rzymskokatolickiej archidiecezji ostrzyhomsko-budapeszteńskiej na Węgrzech. 
Według stanu na kwiecień 2018 w skład dekanatu Dorogiwchodziło 15 parafii rzymskokatolickich. 

## Lista parafii
W skład dekanatu Dorogi wchodzą następujące parafie:
1. Parafia św. Barbary w Annavölgy
2. Parafia św. Jana Nepomucena w Csolnok
3. Parafia św. Katarzyny Aleksandryjskiej w Dág
4. Parafia św. Barbary w Dorog
5. Parafia św. Józefa w Dorog
6. Parafia św. Klemensa Rzymskiego w Kesztölc
7. Parafia św. Elżbiety w Leányvári Árpád
8. Parafia św. Jana Apostoła w Máriahalm
9. Parafia Najświętszej Maryi Panny w Mogyorósbánya
10. Parafia Narodzenia Najświętszej Maryi Panny w Piliscsév
11. Parafia św. Emeryka w Szentendre-Izbégi
12. Parafia Wszystkich Świętych w Tát
13. Parafia św. Marcina w Tokod
14. Parafia św. Barbary w Tokodaltáró
15. Parafia św. Michała w Úny